# 森善十朗
森 善十朗（もり ぜんじゅうろう、男性、1985年7月4日 - ）は、日本の空手家。石川県七尾市出身。身長174cm、体重75kg。極真会館（松井章奎館長）
東京城西下北沢・町田支部支部長。

## 来歴
小学4年生時、強さに憧れ極真会館に入門。
鵬学園高等学校時代、極真全日本高校生大会中量級にて全試合一本勝ちで優勝を果たした。(初出場にして優勝)
中学生時代、数々の大会に出場し、すべての試合に勝利した。
高校卒業後、空手修行のために単身上京し、極真会館東京城西支部（山田雅稔支部長）に移籍。
2005年、第22回全日本ウェイト制空手道選手権大会で決勝に進出するも延長戦で敗れ、準優勝となった。
2006年6月、第23回全日本ウェイト制空手道選手権大会で優勝。支部の先輩にあたる池田祥規以来5年ぶりの日本チャンピオンとなった。
2006年11月、体重別の日本チャンピオンとして臨んだ無差別の第38回全日本空手道選手権大会では、3回戦でヨーロッパチャンピオンに敗北するも、1回戦・2回戦と、多彩な技で注目を集めた。
2007年6月、第24回全日本ウェイト制大会で三位、準決勝で、顔面殴打で反則負け。三位決定戦は3年連続で松岡朋彦と対戦し、判定勝ち。
2008年5月、ロシアで行われた世界団体戦に日本代表として出場。日本チームは4位となる。
2008年11月、第40回全日本大会で8位入賞。
無差別の大会で初の入賞を果たし、翌年に行われる世界ウェイト制の出場権を得る。
2009年8月23日、第4回全世界ウェイト制空手道選手権大会・中量級で準決勝で当時総合格闘技にも出場し、前回大会優勝者のアンドリュース・ナカハラを接戦の末、試し割り判定勝ち、決勝では大ベテランの木立裕之に延長戦、逆転で優勝を果たした。
2009年11月、第41回全日本大会7位入賞
2010年11月、第42回全日本大会準優勝
中量級で無差別の決勝戦に立つのは塩島修以来5年ぶりであった。
2012年6月、第27回全日本ウェイト制大会中量級優勝
2012年11月、第44回全日本大会8位入賞
ダルメンサドボカソフとの対戦で試し割り判定で敗れるが、本戦で胴回し回転蹴りで相手選手の頭部を裂傷させ、一時試合ストップとなった。
2013年8月、第5回世界ウェイト制中量級優勝
二連覇を果たす。
準々決勝で、技有りを奪われるが、本戦残り5秒で自身の必殺技、日本海式竜巻蹴りで、技有り奪い返す。
この試合により、会場は盛り上がりをみせ、イーファイトの月間MVPに選ばれた。
2014年11月、第46回全日本大会3位入賞
2015年11月、第11回全世界大会にて、優勝したザハリ・ダミヤノフに惜敗。現役を引退する。
ベンチプレスでは200kgを持ちあげる。　(本人の公式ブログより　http://ameblo.jp/zenjuro/entry-11982606630.
2020年　極真会館東京城西下北沢・町田支部長就任

## 主な戦績（松井派主催）
- 2002年3月 福井県大会（無差別一般） 3位
- 2002年7月 百万石大会 一般上級の部（無差別） 準優勝
- 2003年3月 全日本青少年大会 高校生中量級の部 優勝
- 2003年8月 北信越大会（一般無差別） 準優勝
- 2005年4月 第13回 全関東大会（無差別） 準優勝
- 2005年6月 第22回 全日本ウェイト制空手道選手権大会 中量級 準優勝
- 2005年11月 第37回 全日本空手道選手権大会 無差別 ベスト16
- 2006年6月 第23回 全日本ウェイト制空手道選手権大会 中量級 優勝
- 2008年11月 第40回 全日本空手道選手権大会 無差別 第8位
- 2009年8月 第4回 全世界ウェイト制空手道選手権大会 中量級 優勝
- 2009年11月 第41回 全日本空手道選手権大会 無差別 第7位
- 2010年6月 第27回 全日本ウェイト制空手道選手権大会 軽重量級 準優勝
- 2010年11月 第42回 全日本空手道選手権大会 無差別 準優勝
- 2011年11月 第10回 全世界空手道選手権大会日本代表
- 2012年6月 第29回 全日本ウエイト制空手道選手権大会 中量級 優勝
- 2012年11月 第44回 全日本空手道選手権大会 無差別 ベスト8
- 2013年4月 第5回 全世界ウェイト制大会 中量級 優勝
- 2013年11月 第45回 全日本空手道選手権大会 無差別 ベスト16
- 2014年11月 第46回 全日本空手道選手権大会 第3位(2015年第11回全世界空手道選手権大会日本代表権獲得)
- 2015年11月 第11回 全世界空手道選手権大会　無差別ベスト16